# Colonia Ricardo Flores Magón, Delstaten Mexiko
Colonia Ricardo Flores Magón är en ort i Mexiko.   Den ligger i kommunen Zinacantepec och delstaten Mexiko, i den sydöstra delen av landet, 70 km väster om huvudstaden Mexico City. Colonia Ricardo Flores Magón ligger 2 811 meter över havet och antalet invånare är 2 315.
Terrängen runt Colonia Ricardo Flores Magón är kuperad åt sydväst, men åt nordost är den platt. Runt Colonia Ricardo Flores Magón är det tätbefolkat, med 493 invånare per kvadratkilometer. Närmaste större samhälle är Toluca, 11,2 km öster om Colonia Ricardo Flores Magón. Trakten runt Colonia Ricardo Flores Magón består till största delen av jordbruksmark.